# Hubert Weise
Pour les articles homonymes, voir Weise.
Hubert Weise, né le 22 décembre 1884 à Erfurt et mort le 14 février 1950 à Bad Kohlgrub, était un Generaloberst allemand au sein de la Luftwaffe dans la Wehrmacht pendant la Seconde Guerre mondiale.
Il a reçu la Croix de chevalier de la Croix de fer (en allemand : Ritterkreuz des Eisernen Kreuzes). Cette décoration est attribuée pour un acte de bravoure extrême sur le champ de bataille ou un commandement avec un succès militaire.

## Biographie
Weise s'engage dans l'armée prussienne le 27 septembre 1904 et est affecté à l'artillerie. Après le déclenchement de la Première Guerre mondiale, il est grièvement blessé en septembre 1914 en tant que lieutenant du 7e régiment d'artillerie de campagne (de) et n'est pas en mesure de servir pendant plusieurs mois. 
Hubert Weise a été capturé en 1945 par les troupes alliés et libéré en 1947.

## Promotions
- 18 mai 1905 : Fähnrich
- 27 janvier 1906 : Leutnant
- 19 juillet 1913 : Oberleutnant
- 27 janvier 1915 : Hauptmann
- 1er juillet 1927 : Major
- 1er décembre 1931 : Oberstleutnant
- 1er avril 1934 : Oberst
- 1er août 1936 : Generalmajor
- 1er avril 1938 : Generalleutnant
- 25 octobre 1939 : General der Flakartillerie
- 19 juillet 1940 : Generaloberst

## Décorations
- Croix de fer (1914)
  - 2e Classe
  - 1re Classe
- Insigne des blessés (1914)
  - en Noir
- Croix d'honneur
- Agrafe de la Croix de fer (1939)
  - 2e Classe (2 octobre 1939)
  - 1re Classe (17 mai 1940)
- Croix allemande en Or (14 janvier 1944)
- Croix de chevalier de la Croix de fer
  - Croix de chevalier le 24 juin 1940 en tant que General der Flakartillerie et commandant du I. Flak-Korps[1]